# The Three Faces of Yusef Lateef
The Three Faces of Yusef Lateef — студійний альбом американського джазового музиканта-мульти-інструменталіста Юсефа Латіфа, випущений у 1960 році лейблом Riverside.

## Опис
На альбомі The Three Faces of Yusef Lateef, Riverside намагався представити музиканта-віртуоза Юсефа Латіфа, у серії композиції, які більше наближені до джазової традиції, аніж будь-яка інша його робота на той час. На цій сесії взагалі відсутні експерименти Латіфа зі східними формами, ритмами та інструментами, а замість цього це сучасна, збалансована, доступна суміш джазових стандартів і оригінальних композицій. Гра Латіфа залишається на висковому рівні, особливо на гобої. На цьому інструменті Латіф грає соло на «Salt Water Blues», чиє природне меланхолічне звучання досить гарно пасує до спокійної ритм-секції Латіфа, особливо до віолончелі Рона Картера. Також квінтет добре виконує «Lateef Minor 7th» Джо Завінула, на якій Латіф грає на флейті.

## Список композицій
1. «Goin' Home» (Антонін Дворжак, Вільям Армс Фішер) — 4:59
2. «I'm Just a Lucky So and So» (Дюк Еллінгтон, Мек Девід) — 4:33
3. «Quarantine» (Ейб Вудлі) — 7:00
4. «From Within» (Юсеф Латіф) — 4:07
5. «Salt Water Blues» (Юсеф Латіф) — 6:44
6. «Lateef Minor 7th» (Джо Завінул) — 4:56
7. «Adoration» (Юсеф Латіф) — 4:28
8. «Ma (He's Making Eyes at Me)» (Сідні Клер, Кон Конрад) — 5:50

## Учасники запису
- Юсеф Латіф — тенор-саксофон (1, 3, 8), гобой (2, 5), флейта (4, 6, 7)
- Г'ю Лоусон — фортепіано, челеста (4)
- Рон Картер — віолончель (1, 2, 4—7)
- Герман Райт — контрабас
- Лекс Гамфріс — ударні, литаври (4)

Технічний персонал
- Оррін Кіпньюз — продюсер
- Джек Хіггінс — інженер [запис]
- Кен Дірдофф — дизайн [обкладинка]
- Лоуренс Н. Шустак — фотографія [обкладинка]